# Double Loop (Geauga Lake & Wildwater Kingdom)
Double Loop in Geauga Lake & Wildwater Kingdom (Aurora, Ohio, USA) war eine Stahlachterbahn vom Modell Custom Looping Coaster des Herstellers Arrow Dynamics, die 1977 eröffnet wurde. Sie war die erste Achterbahn, die mit zwei aufeinander folgende Loopings ausgestattet wurde.

## Geschichte
Als Double Loop 1977 eröffnet wurde, war die komplette Struktur weiß und besaß einen roten und einen gelben Zug. In den 1980er Jahren wurde die komplette Struktur schwarz lackiert. Im Laufe der Jahre wurden die Züge ausgetauscht gegen die ebenfalls von Arrow konstruierten alten Züge der bereits geschlossenen Achterbahn Corkscrew desselben Parks.
2000 wurde die Bahn als Teil der von Six Flags geplanten Überarbeitung nach deren Kauf von Geauga Lake & Wildwater Kingdom umlackiert. Die Schienen wurden ebenso wie Dominator gelb und die Stützen lila. Der gelbe Zug erhielt einen etwas dunkleren Gelbton und der rote Zug wurde lila.
2007 gab Geauga Lake auf seiner Website bekannt, dass der Park 2008 nur noch als Wasserpark eröffnen würde und somit alle Attraktionen geschlossen werden. Die Bahn wurden dann bei einer Auktion zu einem Preis von 23.000 US-Dollar an einen örtlichen Schrotthändler verkauft.

## Layout
Nachdem der Zug die Station verlassen hatte, machte dieser eine 180°-Kurve in einen Tunnel. Der Zug wurde den Lifthill hochgezogen und fuhr die erste Abfahrt bei einem Gefälle von 45° hinab. Nun fuhr er eine Steigung hinauf, an dessen Scheitelpunkt er eine Kurve machte, bevor er die beiden aufeinander folgenden Loopings durchfuhr. Es folgte eine weitere Auffahrt gefolgt von einer 360°-Abwärtshelix, bevor der Zug die Station erreichte.

## Züge
Double Loop besaß zwei Züge mit jeweils sechs Wagen. In jedem Wagen konnten vier Personen (zwei Reihen à zwei Personen) Platz nehmen. Als Rückhaltesystem kamen Schulterbügel zum Einsatz.